# Treniota
Treniota, död 1264, var en litauisk regent. Han var regerande storfurste av Litauen 1263–1264.